# بن هيبس
بن هيبس (بالإنجليزية: Ben Hibbs)‏ (و. 1901 – 1975 م) هو من الولايات المتحدة الأمريكية .
وهو عضو في الحزب الجمهوري .